# Kashgar
För andra betydelser, se Kashgar (olika betydelser).
Kashgar är en gammal oasstad i provinsen Xinjiang i det västligaste Kina. Den sägenomspunna staden utgör en stor oas på 1240 meter över havet vid västra randen av Taklamakanöknen. Större delen av befolkningen är muslimska uigurer. 
Kashgar är mest känd för att staden sedan antiken varit ett viktigt handelscentrum. Staden hade en viktig strategisk plats vid foten av Pamir genom att den kontrollerade handelsvägarna till de höga bergspassen som leder mot Kashmir och Persien. Sidenvägens karavanrutter från östra Kina, norr och söder om Taklamakanöknen, möttes här. I Kashgar fanns möjlighet för köpmännen från Indien och Persien att byta sina jakar eller packhästar till kameler för att föra sina handelsvaror österut till det inre av Kina.
Marco Polo (1254-1324) beskriver Kashgar i sin reseberättelse:
| ”            | [..] Invånarna är muhammedaner. Landet är stort och innesluter många städer och borgar, av vilka Kascar är den största och viktigaste. Folket talar ett språk som är säreget för detta land. Invånarna lever av handel och industri och särskilt av att förfärdiga bomullstyger. De har backar åkrar, trädgårdar och vinberg. Bomull odlas där i överflöd liksom lin och hampa [...] | „ |
| – Marco Polo | |   |

## Östturkestanmissionen
När Svenska missionsförbundet beslutade att öppna upp missionsverksamhet i Östturkestan blev Kashgar huvudort för missionen. Här öppnades den första missionsstationen 1894. Senare öppnades även stationer i Hancheng (den kinesiska delen av Kashgar, även kallat Nya Kashgar), Yarkand (Jarkand) och Yengisar (Jengi-Hessár, Yengi-Hisar).

## Vänorter
- Gilgit, Pakistan (2009)